# Kvarteret Cassiopea

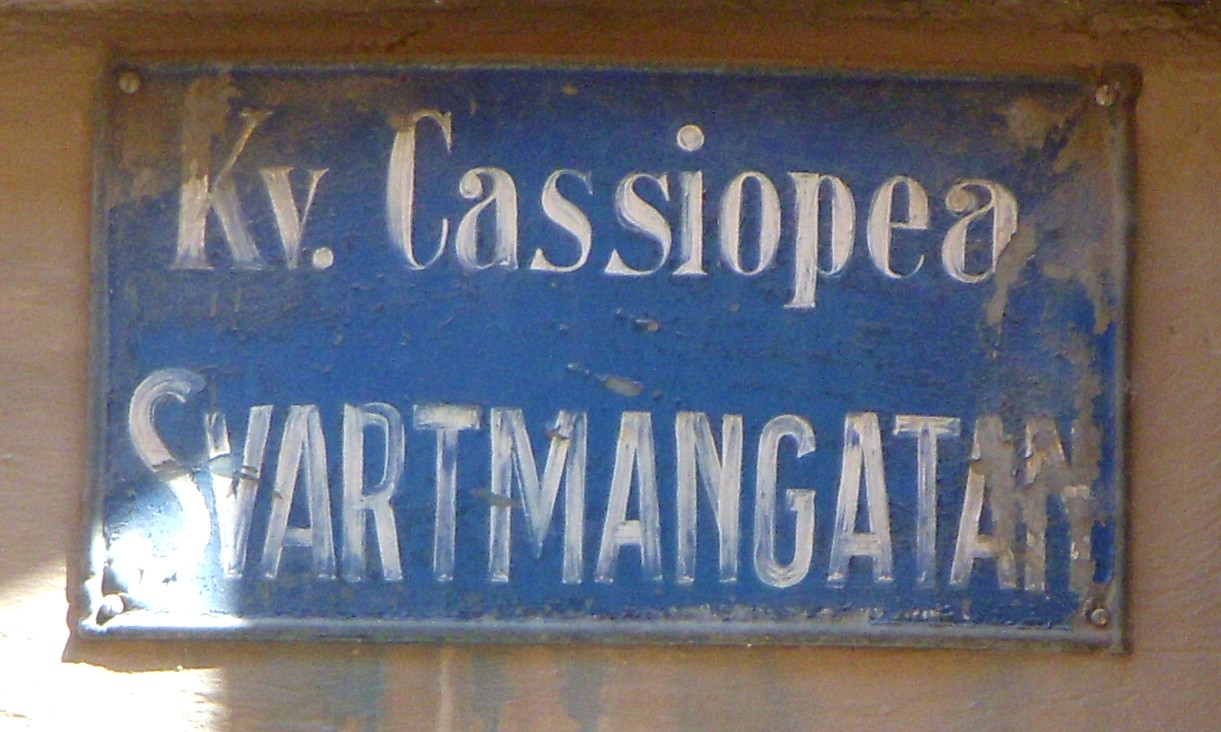
Sällsynt äldre handmålad gatuskylt i kvarteret Cassiopea på Svartmangatan 17.

Kvarteret Cassiopea är ett stort triangelformat kvarter mitt i Gamla stan, Stockholm.  Kvarteret omges av Svartmangatan i väst, Kindstugatan i norr,  Själagårdsgatan i öst och Tyska skolgränd i syd. Vid norrsidan av kvarteret finns platsen Brända tomten och mittemot kvarterets östra sida ligger Tyska kyrkan.

## Etymologi

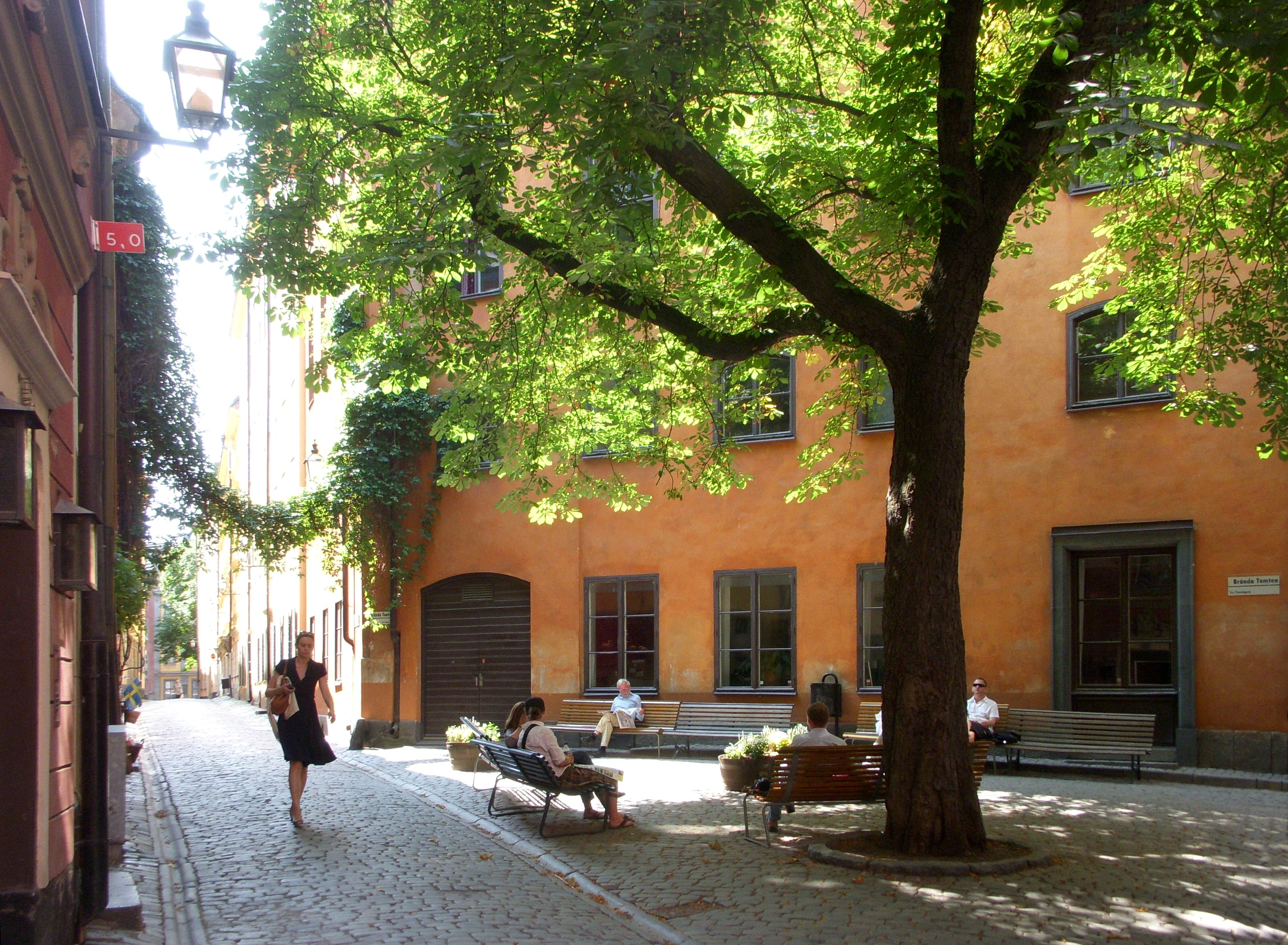
Brända tomten, kv Cassiopea ligger rakt fram

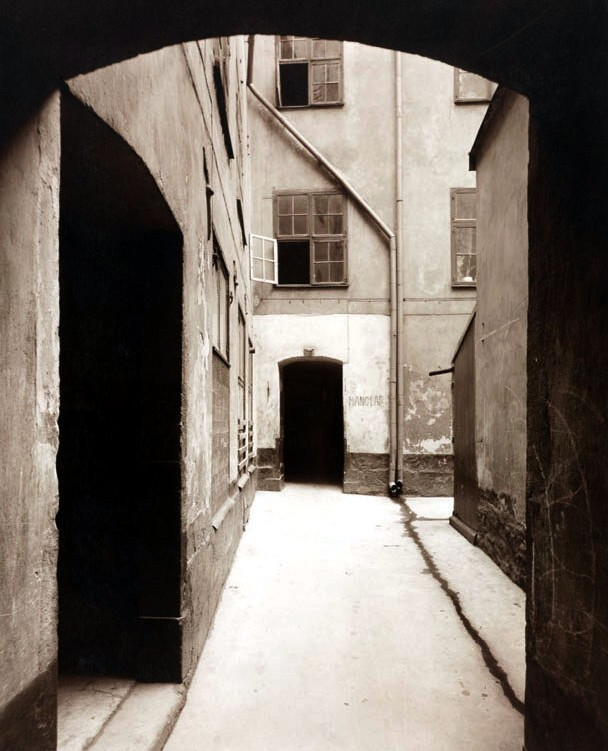
Bakgården till Cassiopea 13, år 1917

Den övervägande delen av kvarteren i Gamla stan har döpts efter begrepp (främst gudar)  ur den grekiska och romerska mytologin.  
Kassiopeia var i grekisk mytologi moder till Andromeda. Båda dessa kvinnor har fått ge namn åt stjärnbilder.

## Fastigheter
Kvarteret bildades år 1729 och hade då 14 fastigheter (Inre 82, Inre 83, Inre 84, Inre 85, Inre 102, Inre 103, Inre 104, Inre 105, Inre 116, Inre 118, Inre 119, Inre 121, Inre 123 och Inre 124). Kvarteret har idag 11 fastigheter: Cassiopea 1-7 och 9-13.
Fastigheten Cassiopea 6 (Själagårdsgatan 6) är byggnadsminnesmärkt och ägdes av bland andra Svante Nilsson, som var Sveriges riksföreståndare 1504-1512. Här startade 1846 Nicolai fri- och fattigskola (numera Storkyrkoskolan).

## Saneringar
År 1936 drogs ett omfattande saneringsprojekt för Gamla stan igång under ledning av arkitekten Albin Stark, varvid Gamla stans första större park skapades i grannkvarteret Cepheus. Albin Stark hade gjort upp liknande saneringsplaner för kvarteren Cassiopea, Phaëton och Ceres. Planerna förverkligades dock bara i Cepheus.
Stockholms kommun förvärvade 1968 Cassiopea 13 med adress Kindstugatan 11. Fastigheten hade då varit i samma släkts ägo i över 200 år. På 1980-talet genomfördes en noggrann upprustning av fastigheten Cassiopea 13. Stockholms stadsmuseum forskade om husets 500-åriga historia och vilka som har ägt det genom århundradena. Byggnaden är numera ett byggnadsminne.